# Dávid Rédei
Dávid Rédei – węgierski entomolog, specjalizujący się w hemipterologii.
Jest kuratorem zbioru pluskwiaków w Węgierskim Muzeum Historii Naturalnej w Budapeszcie oraz pracownikiem Instytutu Entomologii Uniwersytetu Nankai w chińskim Tiencinie. Zatrudniony także jako profesor entomologii na North Dakota State University.
Jest autorem około 40 publikacji naukowych, poświęconych głównie taksonomii, morfologii porównawczej i faunistyce pluskwiaków różnoskrzydłych. Zajmuje się takimi rodzinami jak tarczówkowate, ziemikowate, żółwinkowate, puklicowate i pawężowate. Liczne jego prace dotyczą fauny orientalnej, zwłaszcza Tajwanu. Opisał wiele nowych dla nauki gatunków i kilka nowych rodzajów, w tym Claviplatys, Labroplatys i Zhengica.